# Aname maculata
Aname maculata är en spindelart som först beskrevs av William Joseph Rainbow och Robert Henry Pulleine 1918.  Aname maculata ingår i släktet Aname och familjen Nemesiidae.
Artens utbredningsområde är Western Australia. Inga underarter finns listade i Catalogue of Life.